# Auchan
Auchan SA (fr. homofon Hauts-Champs [oˈʃɑ̃] – nazwa dzielnicy w mieście Roubaix) – sieć hipermarketów powstała we Francji, założona i należąca do rodziny Mulliez (Decathlon, Leroy Merlin, Norauto, Orsay). Działalność prowadzi w kilku krajach Europy i w Azji. W 2022 roku Auchan był jednym z największych na świecie detalistów, obecny bezpośrednio we Francji, Hiszpanii, Portugalii, Luksemburgu, Polsce, Rumunii, na Węgrzech, Ukrainie, w Rosji, na Tajwanie i w Senegalu, posiadając łącznie 232 markety. W 2021 największą sieć firma posiadała we Francji (136), a kolejno w Rosji (95) i Hiszpanii (76), natomiast Polska w tym zestawieniu zajmowała czwartą pozycję.

## Historia

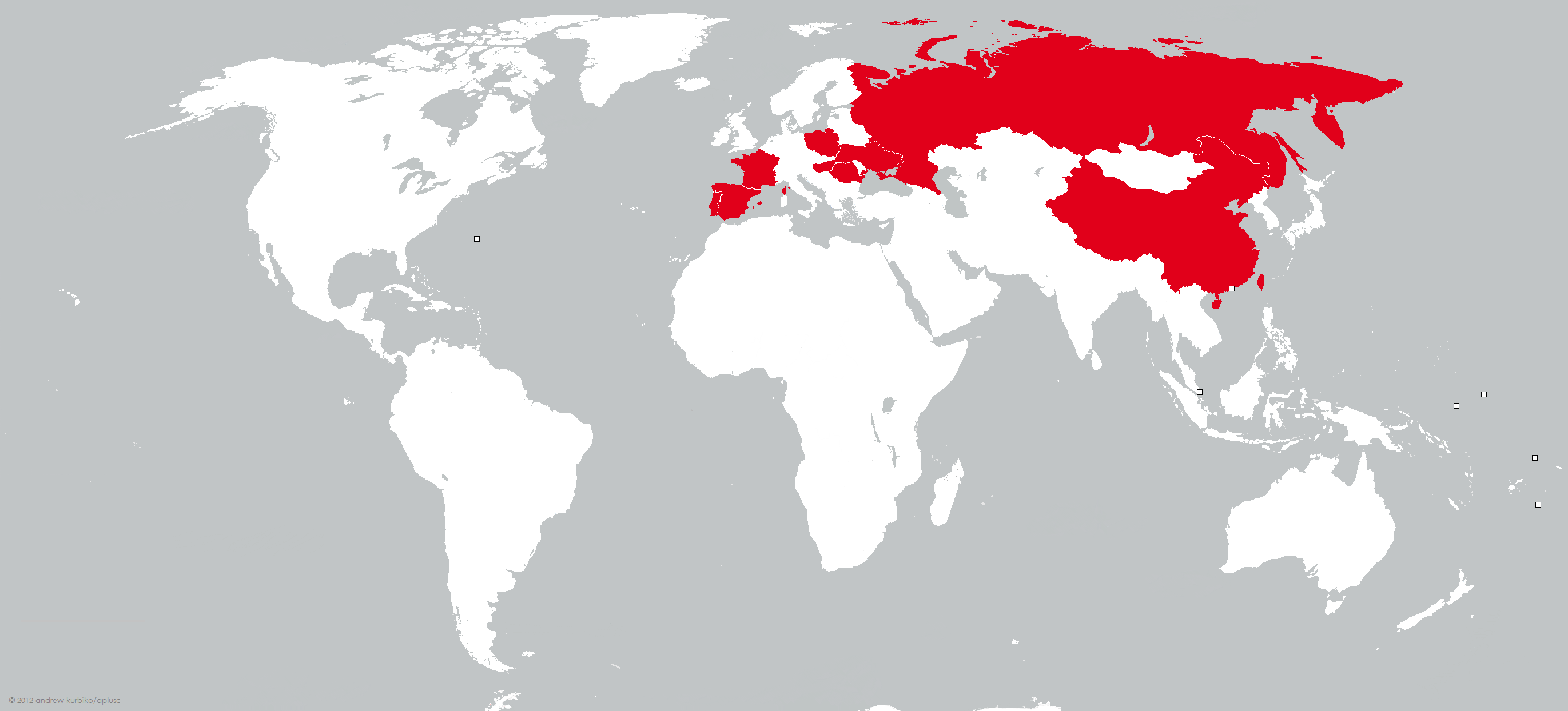
Zasięg sieci Auchan

Pierwszy sklep Auchan Gérard Mulliez otworzył w nieużywanej fabryce jego ojca firmy Phildar. Otwarcie nastąpiło 6 lipca 1961 roku, a jego powstanie było konsultowane z założycielami sieci Carrefour i Leclerc. Sklep o powierzchni 600 m² znajdował się w dzielnicy Hauts-Champs w Roubaix. Pierwotnie sklep miał nazywać się „Ochan” od wymowy nazwy dzielnicy. Ze względu na japońskie brzmienie nazwa została zmieniona na „Auchan”. Wybór początkowej litery „A” był pożądany przez założycieli, aby pojawiał się na pierwszym miejscu w katalogach. Sklep ten musiał zostać zamknięty w 1980 roku z powodu silnej konkurencji, a sam budynek został kupiony przez Intermarché. W 2003 roku został zburzony, by zrobić miejsce na bardziej nowoczesny sklep. Latem 1967 roku, 20 sierpnia otwiera swój pierwszy hipermarket w Roncq, początkowo o powierzchni 3500 m². Według Gérarda Mullieza posłużył on za wzór dla innych hipermarketów we Francji w zakresie rozszerzenia formatu o produkty niespożywcze. 27 marca 1969 Mulliez otwiera trzeci hipermarket, ale pierwszy z dołączonym centrum handlowym Englos-les-Géants w Englos w metropolii Lille. Englos les Giants było pierwszym centrum handlowym z hipermarketem i parkiem handlowym we Francji. W 1983 r. nastąpił redisign loga i pojawienie się czerwono-zielonego ptaka na nim.
Rodzina Mulliez w dalszym ciągu kontroluje sieć (w 2014 roku posiadała 88% akcji, 12% należało do pracowników w ramach akcjonariatu pracowniczego) i spółki zależne takie jak, między innymi, Decathlon czy Pimkie. Główna siedziba koncernu mieści się w Croix na północy Francji.

### Polska
Pierwszy hipermarket Auchan w Polsce został otwarty w maju 1996 roku w Piasecznie pod Warszawą. W roku 2001 powstało centrum logistyczne w Wolborzu. W tymże roku rozpoczęła działalność platforma logistyczna dla owoców i warzyw w Grójcu. Od 2001 Bank Accord wydaje kartę kredytową Auchan. W roku 2003 Auchan wprowadził program lojalnościowy „Skarbonka”, a od 2006 roku wydaje dla klientów kartę Visa Auchan.
Początkowo hipermarkety Auchan powstawały głównie na terenach, których Auchan był właścicielem. Obiekty te połączone są z galerią handlową, prowadzoną przez spółkę zależną Immochan. Galeria razem z hipermarketem tworzy Centrum Handlowe Auchan. W Polsce są 24 takie centra. Dodatkowo dwa centra prowadzone są przez spółkę Schiever Polska. Pozostałe hipermarkety znajdują się w centrach handlowych, należących do innych podmiotów, od których wynajmowana jest powierzchnia handlowa.

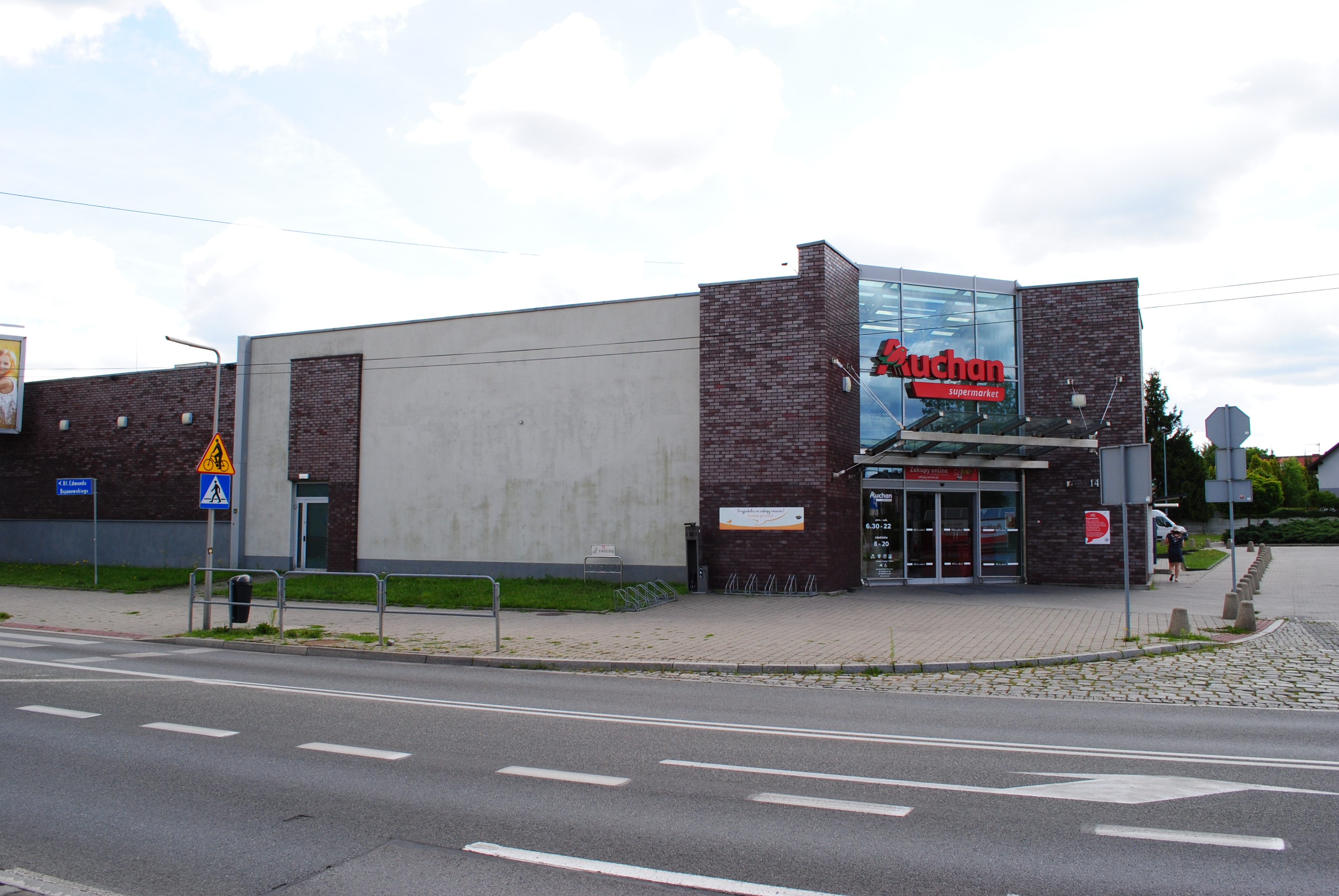
Auchan Supermarket w Katowicach

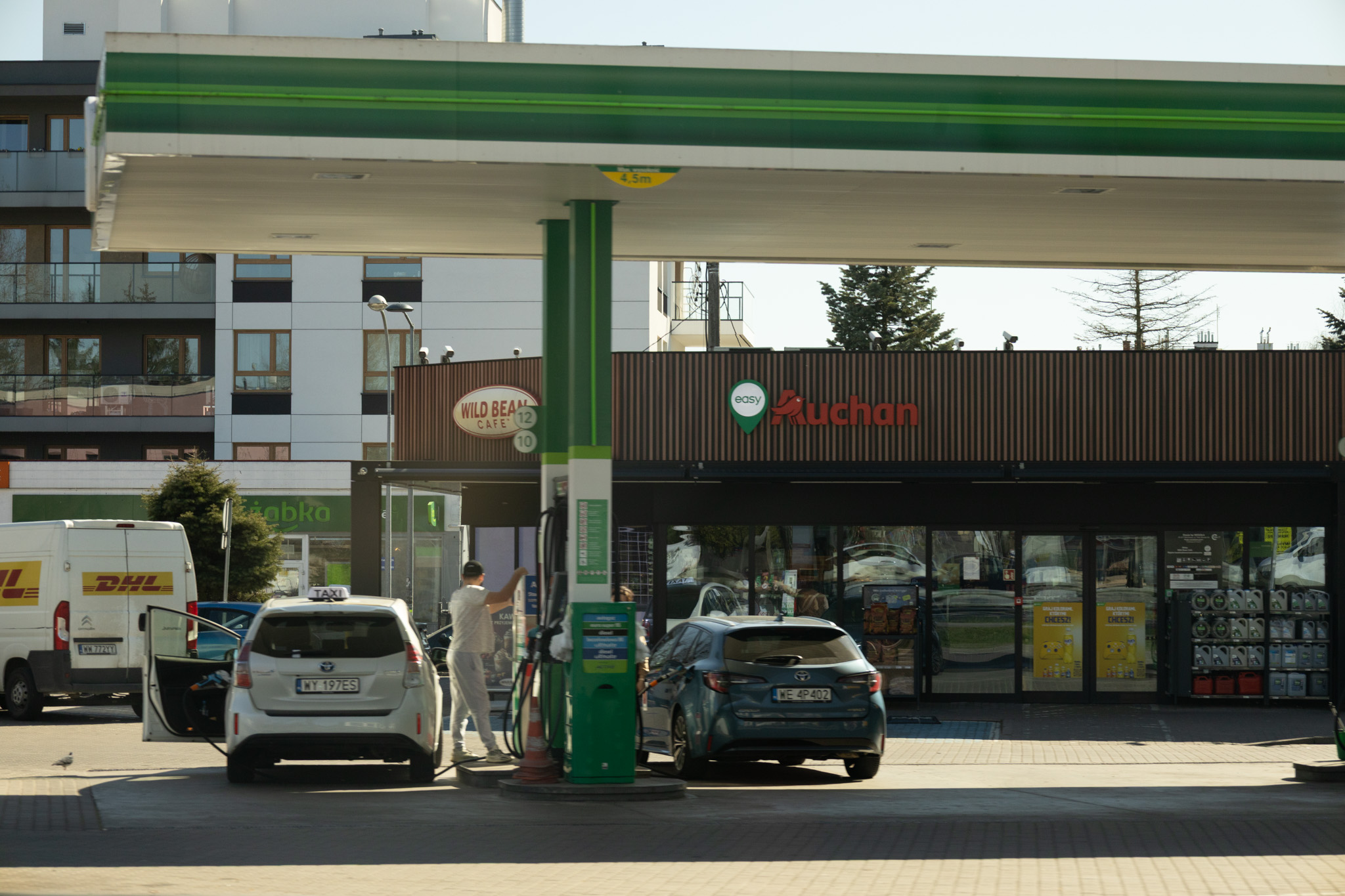
Easy Auchan w Warszawie

W roku 2014 Auchan i Metro sfinalizowały transakcję włączenia 57 hipermarketów Real do sieci Auchan. Warunkiem przejęcia postawionym przez Urząd Ochrony Konkurencji i Konsumentów była odsprzedaż ośmiu hipermarketów Real. Kupiła je w 2015 roku centrala Schiever z Francji, od września 2015 siedem z nich funkcjonuje pod marką bi1. W ramach tej transakcji Auchan przejął dwa centra i hipermarkety Auchan, które do 2015 prowadził wspólnie z Schiever Polska, i wycofał wszystkie swoje udziały w tej spółce. Sklepy Auchan przejęte od Reala były pierwotnie prowadzone przez spółkę Arel sp. z o.o. sp. k., która w 2018 roku przeszła fuzję ze spółką macierzystą.
Dnia 12 września 2017 r. w Warszawie w Bielanach otworzono pierwszy osiedlowy sklep Moje Auchan. Tego samego roku 15 listopada w podwarszawskim Konstancinie został otwarty pierwszy Auchan Supermarket. Sklepy tej kategorii charakteryzowały się mniejszymi formatami od hipermarketów, posiadające od 1000 do 2000m² powierzchni
W listopadzie 2020 r. w związku ze współpracą firmy Auchan z firmą BP, otwarto pierwsze sklepy typu convienence Easy Auchan na stacjach benzynowych bp. 
W czerwcu 2023 r. Warszawie w Woli otwarto pierwszy bezobsługowy sklep Auchan GO.
Auchan Polska jest członkiem Polskiej Organizacji Handlu i Dystrybucji.

## Logo
| Okres                 | Opis | Logo |
| --------------------- | --- | ---- |
| od 1961 r. do 1983 r. | Pierwsza wersja logo Auchan przedstawiała duże czerwone „A” w niebieskim kółku, z czerwonymi literami na białym tle.                                                            |      |
| od 1983 r. do 2015 r. | W 1983 r. logo zostało zmienione na nowe z czerwono-zielonym ptakiem z długim ogonem, zastępującym belkę w literze „A”. Reszta liter była mała, pogrubiona w czerwonym kolorze. |      |
| od 2015. r            | Kształty ptaka znajdującego się na logo Auchan zostały bardziej zaokrąglone, kolorystyka została jednak taka sama.                                                              |      |
| od 2018 r.            | Logo wygląda identycznie do wersji z 2015 roku, różnicą jest usunięcie zielonego koloru z ptaka.                                                                                |      |

## Kontrowersje

### Zawalenie się budynku w Szabhar
24 kwietnia 2013 r. ośmiopiętrowy budynek handlowy Rana Plaza zawalił się w Savar, poddzielnicy w pobliżu Dhaki, stolicy Bangladeszu. Zginęło co najmniej 1127 osób, a ponad 2438 zostało rannych. Fabryka mieściła wiele oddzielnych fabryk odzieżowych zatrudniających około 5000 osób i produkowała odzież dla takich marek, jak Benetton Group, Primark. Spośród 29 marek, które zaopatrywały się w produkty z fabryk Rana Plaza, tylko 9 uczestniczyło w spotkaniach, które odbyły się w listopadzie 2013 r. w celu uzgodnienia propozycji odszkodowań dla ofiar. Kilka firm odmówiło podpisania porozumienia, w tym Auchan.

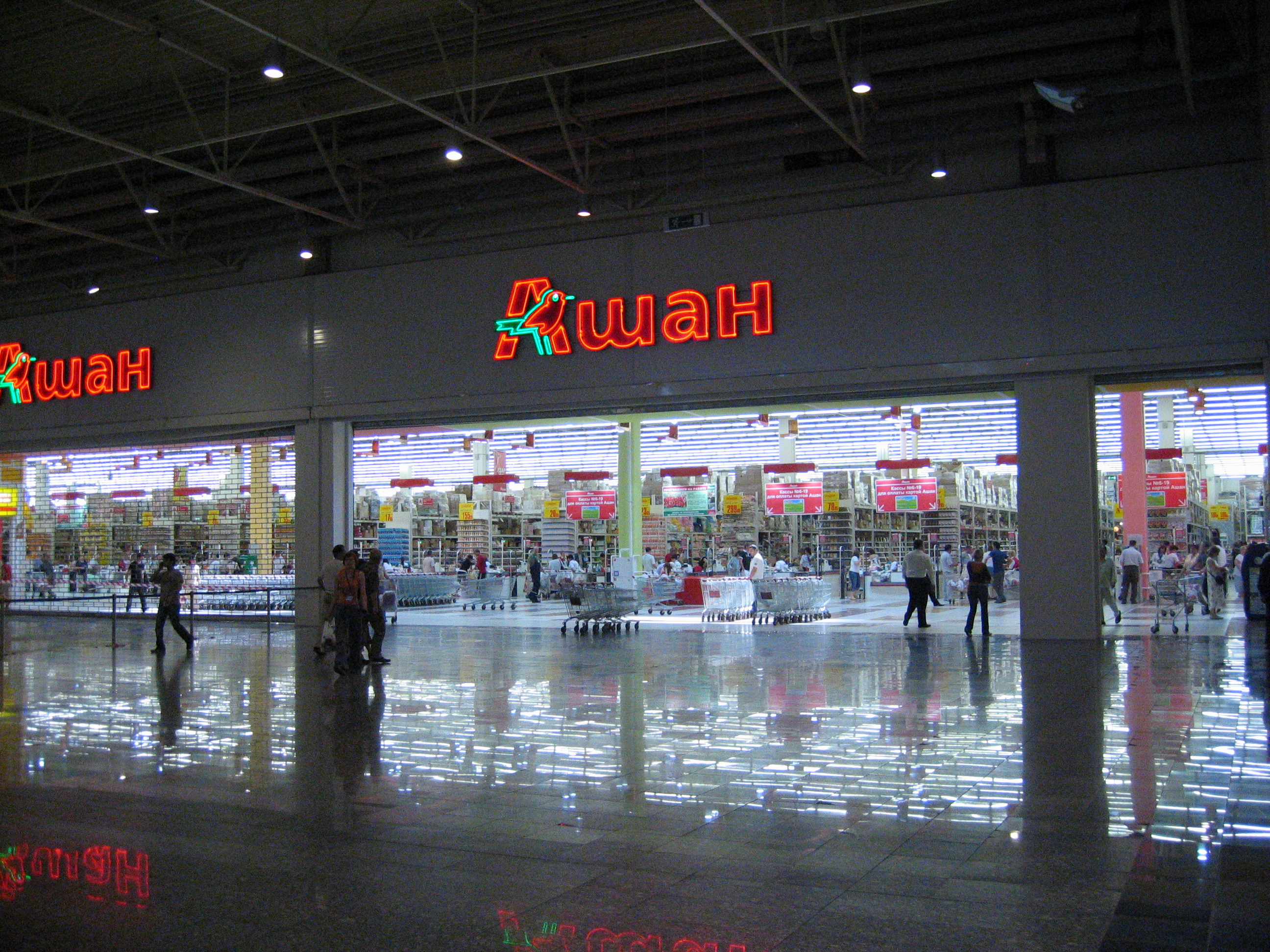
Sklep Auchan w Moskwie

### Rosyjska inwazja na Ukrainę w 2022 r.
Sieć nie zdecydowała się na wycofanie z rynku rosyjskiego po inwazji Rosji na Ukrainę w lutym 2022, co wzbudziło powszechne oburzenie wśród polskich internautów. Auchan w 2023 nadal miał w Rosji ponad 200 sklepów, z czego czerpią 10% swoich światowych dochodów.
W lutym 2023 łotewska witryna dziennikarstwa śledczego The Insider oraz brytyjska Bellingcat wraz z francuską gazetą Le Monde poinformowały, że Auchan pod pozorem pomocy humanitarnej miał zaopatrywać rosyjską armię na Ukrainie, a także pomagać wojskowym urzędom rekrutacyjnym w wysyłaniu swoich pracowników na front podczas mobilizacji. Dziennikarze śledczy dotarli do wewnętrznych maili oraz świadków z rosyjskiej filii Auchan. Zweryfikowali zdjęcia i filmy publikowane w mediach społecznościowych, które ujawniły proceder. Przedstawicielstwo sieci w oficjalnym komunikacie zaprzeczyło zarzutom o wspieraniu rosyjskiego wojska. The Insider pokazał dowody potwierdzający wcześniejsze doniesienia, zarzucając sieci kłamstwo. Wśród dowodów oprócz dokumentów i zdjęć pojawiły się rozmowy z pracownikami. Na sytuację zareagował Klub Jagielloński, wydawca aplikacji Pola, tworząc petycję wzywającą Auchan do wycofania z Rosji oraz apelując do firm umieszczonych w aplikacji o wpłynięcie na sieć Auchan.
W kwietniu 2024 Auchan sprzedał swoje aktywa w Rosji spółce Galerie Handlowe, której głównym właścicielem jest 23-letni Tagir Shaimardanov. Jednakże nie wpływa to na działalność firmy w tym kraju.

### Niski podatek CIT w Polsce
Prezes Związku Przedsiębiorców i Pracodawców Cezary Kazimierczak zwraca uwagę na fakt, że sieć Auchan prawie nie płaci podatku CIT w Polsce: w latach 2015–2019 sieć zapłaciła kwotę odpowiadającą zaledwie 0,019 proc. swoich przychodów, wykorzystując optymalizację podatkową. W wartościach bezwzględnych będzie to 1,7 mln zł podatku przypadające na nieco ponad 51 miliardów zł przychodów. Prezes dla porównania podaje, że w samym 2021 r. InPost zapłacił 510 mln zł, Allegro w 2020 r. zapłaciło 232,8 mln zł. Podaje także, że podatki w Polsce sumiennie płaci Biedronka, należąca do portugalskiego koncernu Jerónimo Martins.

### Kara UOKiK
W grudniu 2023 prezes Urzędu Ochrony Konkurencji i Konsumentów nałożył na Auchan Polska ponad 87 mln zł grzywny za działania na szkodę dostawców produktów rolno-spożywczych. Zgodnie z komunikatem spółka pobierała od swoich kontrahentów opłaty za transport produktów z magazynów centralnych do sklepów sieci.